# Bầu cử Hội đồng Dân tộc Algérie 2022
Cuộc bầu cử Hội đồng Dân tộc được tổ chức tại Algérie vào ngày 5 tháng 2 năm 2022 nhằm thay đổi một nửa số nghị sĩ thượng viện của quốc hội.

## Kết quả
| Đảng                                        | Đảng                                | Phiếu bầu | %      | Ghế            | Ghế  | Ghế   | Ghế       | Ghế |
| Đảng                                        | Đảng                                | Phiếu bầu | %      | Tổng cộng 2018 | Tăng | Thắng | Tổng cộng | +/– |
| ------------------------------------------- | ----------------------------------- | --------- | ------ | -------------- | ---- | ----- | --------- | --- |
|                                             | Mặt trận Giải phóng Dân tộc         |           |        | 52             | 23   | 25    | 54        | +2  |
|                                             | Mặt trận Toàn quốc Dân chủ          |           |        | 29             | 18   | 11    | 22        | –7  |
|                                             | Mặt trận Lực lượng Xã hội chủ nghĩa |           |        | 4              | 2    | 2     | 4         | 0   |
|                                             | Mặt trận Tương lai                  |           |        | 2              | 0    | 5     | 7         | +5  |
|                                             | Phong trào Xây dựng Đất nước        |           |        | 0              | 0    | 5     | 5         | +5  |
|                                             | Tiếng nói của Nhân dân              |           |        | 0              | 0    | 2     | 2         | +2  |
|                                             | El Fadjr El Djadid                  |           |        | 1              | 1    | 2     | 2         | +1  |
|                                             | Phong trào Xã hội vì Hòa bình       |           |        | 0              | 0    | 1     | 1         | +1  |
|                                             | Mặt trận vì hy vọng cho Algérie     |           |        | 0              | 0    | 1     | 1         | +1  |
|                                             | Đảng khác                           |           |        | 0              | 0    | 0     | 0         | –   |
|                                             | Độc lập                             |           |        | 8              | 4    | 14    | 18        | +10 |
| Nghị sĩ được bổ nhiệm                       | Nghị sĩ được bổ nhiệm               |           |        | 48             | 24   | 34    | 58        | +10 |
| Tổng cộng                                   | Tổng cộng                           |           |        | 144            | 72   | 102   | 174       | +30 |
|                                             |                                     |           |        |                |      |       |           |     |
| Phiếu bầu hợp lệ                            | Phiếu bầu hợp lệ                    | 24.151    | 92.45  |                |      |       |           |     |
| Phiếu bầu không hợp lệ/trống                | Phiếu bầu không hợp lệ/trống        | 1.973     | 7.55   |                |      |       |           |     |
| Tổng cộng phiếu bầu                         | Tổng cộng phiếu bầu                 | 26.124    | 100.00 |                |      |       |           |     |
| Cử tri phiếu bầu đã đăng ký                 | Cử tri phiếu bầu đã đăng ký         | 27.151    | 96.22  |                |      |       |           |     |
| Nguồn: Algerie Eco, Constitutional Council, |                                     |           |        |                |      |       |           |     |